# Texasi Egyetem
A The University of Texas System tizenöt felsőoktatási intézményből áll Texasban. Ebből kilenc  egyetem és hat orvostudományi főiskola.
Az egyetemi csoportnak összesen 190 000 diákja van. A központi egyetem az austini, amelyik magas fokozatú (R1) kutatóintézet a dallasival együtt. A dallasi University of Texas Southwestern Medical Center kiemelkedő orvosi kutatóintézet és a The University of Texas M. D. Anderson Cancer Center egyike az USA legjobb kórházainak a rákos betegségek kezelésében.
Az oktatási intézmény egyike a világ legjobbjainak. A Times Higher Education 2020 évi listáján a megvizsgált 20 000 intézet között a 38. helyen áll a rangsorolásban.

## Egyetemek

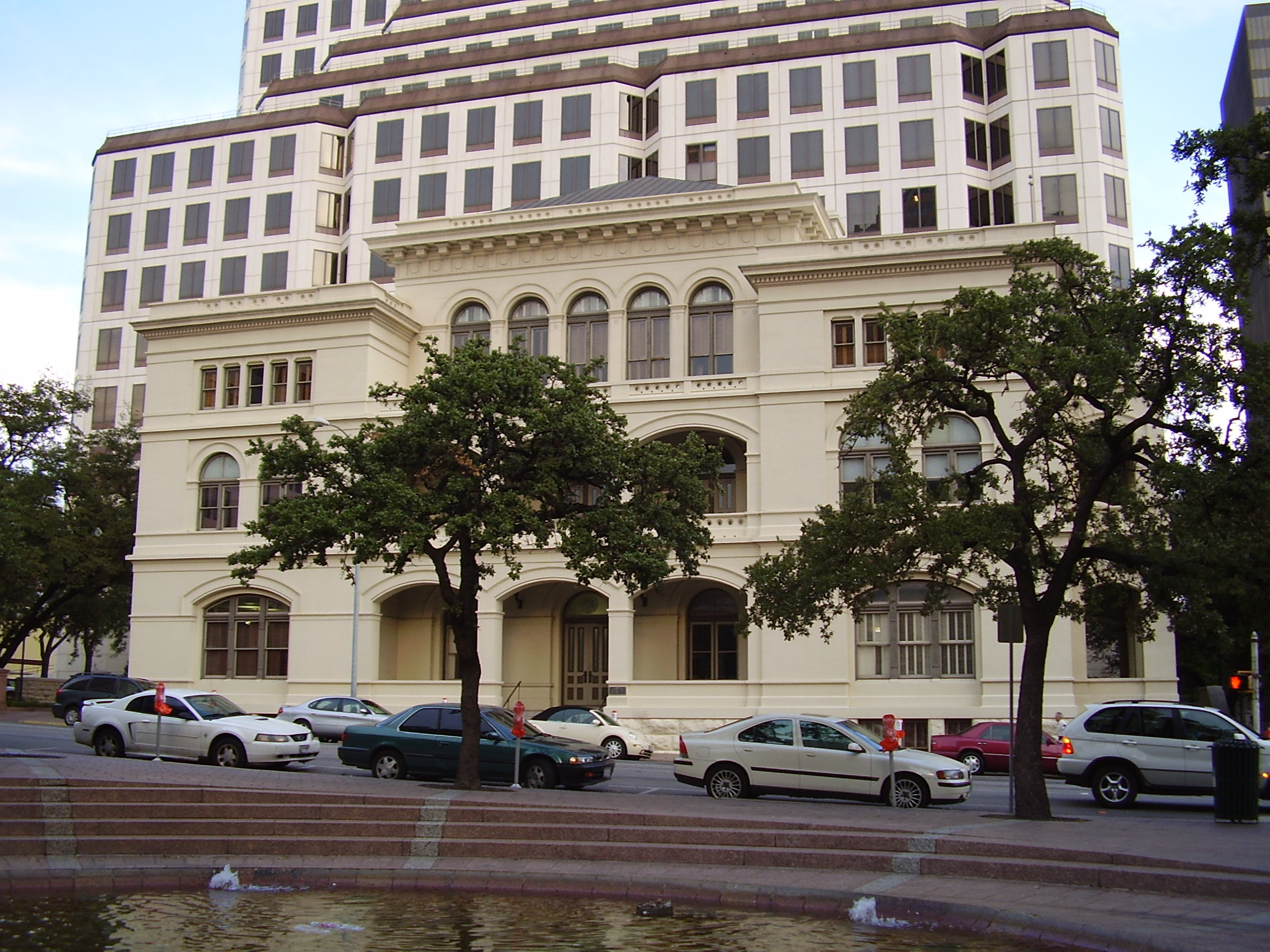
O. Henry Hall, adminisztratív főépület Austinban, Texas, USA

- The University of Texas at Arlington (UTA) (alapítva 1895-ben)
- The University of Texas at Austin (alapítva 1883-ban)
- The University of Texas at Brownsville and Texas Southmost College ( alapítva 1973-ban illetve 1926-ban, egyesítve 1991-ben)
- The University of Texas at Dallas (Richardson; alapítva 1969-ben)
- The University of Texas at El Paso (alapítva 1914-ben)
- The University of Texas at San Antonio (alapítva 1969-ben)
- The University of Texas at Tyler (alapítva 1971)
- The University of Texas of the Permian Basin (Odessa; alapítva 1973-ban)
- The University of Texas–Pan American (Edinburg; alapítva 1927-ben)

## Orvostudományi főiskolák
- The University of Texas Health Science Center at Houston
- The University of Texas Health Science Center at San Antonio
- The University of Texas M. D. Anderson Cancer Center (Houston)
- University of Texas Health Science Center at Tyler
- University of Texas Medical Branch (Galveston)
- University of Texas Southwestern Medical Center at Dallas (inklusive University of Texas Southwestern Medical School)

## Fordítás
Ez a szócikk részben vagy egészben  az   University of Texas című svéd Wikipédia-szócikk fordításán alapul.  Az eredeti cikk szerkesztőit annak laptörténete sorolja fel. Ez a jelzés csupán a megfogalmazás eredetét és a szerzői jogokat jelzi, nem szolgál a cikkben szereplő információk forrásmegjelöléseként.

## Külső hivatkozások
- The University of Texas System